# Mario Pineda
Mario René Pineda Valle, conocido como Mario Pineda (Ocotepeque, 22 de enero de 1969) es un político hondureño militante del Partido Nacional de Honduras y actual secretario del partido. Ejerció el cargo de Ministro del Instituto de Desarrollo Comunitario, Agua y Saneamiento (IDECOAS) desde su creación en 2014 hasta el mes de julio de 2019. Actualmente es precandidato a alcalde por el municipio del Distrito Central de Honduras para las elecciones internas de 2021, y ejerce el cargo como ministro de Plan de Nación Honduras.

## Primeros años y formación
Nació un 22 de enero de 1969, es hijo del matrimonio conformado por Gloria Azucena Chinchilla Valle y Jorge Alberto Pineda Arita (QDDG); nacido en la ciudad de Nueva Ocotepeque, cabecera del departamento de Ocotepeque. Su educación primaria la realizó de 1974 a 1979 en la Escuela Doctor Salvador Corleto, posteriormente se trasladó a la ciudad de Tegucigalpa para estudiar en el Instituto Salesiano San Miguel hasta 1985, año en que culminó la secundaria. En 1986 viajó a la ciudad de Appleton, Wisconsin como estudiante de intercambio con AFS, y en junio de 1987 regresó a Tegucigalpa donde estudió la carrera de Química y Farmacia, la cual culminó en 1992 y posteriormente, realizó una maestría en Administración de Empresas, ambas en la Universidad Nacional Autónoma de Honduras.

## Trayectoria personal
Desde sus primeros días como estudiante en la Universidad Nacional Autónoma de Honduras, se desempeñó como presidente de la Asociación de estudiantes de química y farmacia (AECQFH) entre los años 1988 a 1989 y posteriormente como presidente de la Federación de Estudiantes Universitarios de Honduras (FEUH) de 1990 a 1992. Fue director de extensión universitaria entre los años 1993 a 1995, tomando después su lugar el abogado Javier Paredes. Se desempeñó como director y fundador del Centro Universitario Regional del Centro en Comayagua del año 1996 al 2004.

## Vida política
Ejerció el sufragio por primera vez en 1987, desde entonces se interesó por la política. Se desempeñó como coordinador de campaña de Ricardo Álvarez Arias entre los años 2004 y 2005, al mismo tiempo en que era jefe de campaña presidencial en Comayagüela para Porfirio Lobo Sosa, siendo jefe nuevamente en 2009, lo que le permitió servir como Regidor segundo de la Alcaldía municipal del Distrito Central entre los años 2006 a 2010. En 2009 fue candidato a diputado por el departamento de Francisco Morazán para los periodos 2010 - 2014. Fue jefe de campaña presidencial en Comayagüela para las elecciones de 2013 y 2017.

### Viceministro del FHIS
Durante el Año 2005 fungió como viceministro del Fondo hondureño de Inversión Social (FHIS)

### Ministro de PRONADERS
Durante el Gobierno del presidente Porfirio Lobo Sosa, fue juramentado como Ministro y Director del Programa Nacional de Desarrollo Rural Sostenible (PRONADERS). Durante este mismo periodo, formó parte del comité central del Partido Nacional en el puesto de vocal.

Juramentación del expresidente Porfirio Lobo Sosa a Mario Pineda Valle como Ministro de PRONADERS en 2010

### Ministro del IDECOAS
En 2014, bajo la administración del presidente Juan Orlando Hernández y mediante el decreto ejecutivo PCM-001-2014, se creó el Instituto de Desarrollo Comunitario, Agua y Saneamiento (IDECOAS), donde fungió como primer ministro de dicha institución, la cual absorbía las dependencias del Fondo Hondureño de Inversión Social (FHIS), el Servicio Autónomo Nacional de Acueductos y Alcantarillados (SANAA) y el Programa Nacional de Desarrollo Rural Sostenible (PRONADERS)
Su gestión culminó de manera oficial en julio de 2019, esto después de varios rumores sobre su salida.